# Fra Thy til Thailand
Fra Thy til Thailand er en dokumentarfilm instrueret af Janus Metz efter manuskript af Metz og Sine Plambech.

## Handling
I det nordøstlige Thailand ligger en landsby med to slags familier. Dem, der har en datter gift i Thy, og dem, der ikke har. De første bor i store betonhuse, de andre bor i små træskure. Sommai er byens dronning. Til daglig er hun fabriksarbejder i Nordjylland, men nu er hun tilbage i Thailand, hvor de unge piger flokkes om hende. De håber, at hun kan hjælpe dem til Danmark gennem ægteskab med en thybo. Fra Thy til Thailand er en opfølger til Fra Thailand til Thy, der beskrev kærlighedens vilkår mellem danske mænd og thailandske kvinder i Thy.